# Óblast autónomo serbio de Herzegovina
El Óblast autónomo serbio de Herzegovina de Herzegovina ( serbio : Српска аутономна област Херцеговина , Srpska autonomna oblast Hercegovina ) fue un autoproclamado óblast autónomo serbio dentro de la actual Bosnia y Herzegovina . Fue proclamada por la Asamblea de la Asociación de Municipios de Bosnia Krajina en 1991  y posteriormente fue incluida en la República Srpska . SAO Herzegovina estaba ubicada en la región geográfica de Herzegovina . También se conocía como SAO Herzegovina Oriental (SAO Istočna Hercegovina / САО Источна Херцеговина).

## Historia
OAS de Herzegovina se formó a partir de la Asociación de Municipios (un gobierno en la RFSY ) conocida como Asamblea de las Comunidades de Herzegovina Oriental , que se formó el 27 de mayo de 1991. La OAS Herzegovina Oriental y Vieja se estableció el 12 de septiembre de 1991.  Consistía en Herzegovina Oriental , que tenía una mayoría étnica serbia. Su capital era Trebinje .